# Šenkursk
Šenkursk (rusky Ше́нкурск) je město v Archangelské oblasti v Ruské federaci. Při sčítání lidu v roce 2010 měl bezmála šest tisíc obyvatel.

## Geografie

### Podnebí
| Šenkursk – podnebí                           | Šenkursk – podnebí | Šenkursk – podnebí | Šenkursk – podnebí | Šenkursk – podnebí | Šenkursk – podnebí | Šenkursk – podnebí | Šenkursk – podnebí | Šenkursk – podnebí | Šenkursk – podnebí | Šenkursk – podnebí | Šenkursk – podnebí | Šenkursk – podnebí | Šenkursk – podnebí |
| Období                                       | leden              | únor               | březen             | duben              | květen             | červen             | červenec           | srpen              | září               | říjen              | listopad           | prosinec           | rok                |
| -------------------------------------------- | ------------------ | ------------------ | ------------------ | ------------------ | ------------------ | ------------------ | ------------------ | ------------------ | ------------------ | ------------------ | ------------------ | ------------------ | ------------------ |
| Nejvyšší teplota [°C]                        | 3,5                | 5,0                | 13,6               | 26,0               | 31,0               | 35,6               | 34,9               | 35,7               | 28,6               | 20,6               | 12,7               | 5,9                | 35,7               |
| Průměrné denní maximum [°C]                  | −9,2               | −7,0               | −0,2               | 7,5                | 15,3               | 20,9               | 23,7               | 19,7               | 13,1               | 5,4                | −2,4               | −6,4               | 6,7                |
| Průměrná teplota [°C]                        | −12,9              | −10,9              | −4,8               | 2,8                | 9,8                | 15,3               | 18,3               | 15,0               | 9,4                | 3,0                | −4,8               | −9,6               | 2,6                |
| Průměrné denní minimum [°C]                  | −16,5              | −14,7              | −9,3               | −2,0               | 4,3                | 9,8                | 12,8               | 10,2               | 5,7                | 0,5                | −7,3               | −12,9              | −1,6               |
| Nejnižší teplota [°C]                        | −45,5              | −40,5              | −36,7              | −27,1              | −7,4               | −1,8               | 2,9                | −0,6               | −6,6               | −17,2              | −35,9              | −40,7              | −45,5              |
| Průměrné srážky [mm]                         | 34,0               | 27,5               | 25,6               | 37,8               | 48,1               | 58,0               | 68,1               | 75,1               | 51,7               | 51,5               | 43,7               | 40,4               | 561,5              |
| Zdroj: https://meteolabs.ru/климат/шенкурск/ |                    |                    |                    |                    |                    |                    |                    |                    |                    |                    |                    |                    |                    |

## Poloha a doprava
Šenkursk leží na pravém, východním břehu Vagy, přítoku Severní Dviny. Od Archangelsku, správního střediska oblasti, je vzdálen 373 kilometrů jihovýchodně.
Silnice po mostě přes Vagu připojuje Šenkursk k dálnici M8 z Moskvy do Archangelsku, sjezd je na 860 kilometru od Moskvy na úseku mezi Velskem a Bereznikem.

## Dějiny
Šenkursk je poprvé písemně zmiňován nejpozději v roce 1315.
Městem je od roku 1780. Ve městě je jedna pošta, její PSČ je 165160.

### Rodáci
- Ratmir Dmitrijevič Cholmov (1925–2006), šachista